# سلمان الحریری
سلمان الحریری (عربی: سلمان سعيد الحريري؛ زادهٔ ۱۲ ژوئیهٔ ۱۹۸۸) یک ورزشکار اهل عربستان سعودی است.
از باشگاه‌هایی که در آن بازی کرده‌است می‌توان به باشگاه فوتبال الاتفاق عربستان سعودی، باشگاه فوتبال الاتحاد، باشگاه فوتبال الفیصلی عربستان سعودی، باشگاه فوتبال نجران عربستان سعودی، و باشگاه فوتبال هجر عربستان سعودی اشاره کرد.